# Volley Offanengo 2023-2024
Questa voce raccoglie le informazioni riguardanti il Volley Offanengo nelle competizioni ufficiali della stagione 2023-2024.

## Stagione
Nella stagione 2023-24 il Volley Offanengo assume la denominazione sponsorizzata di Trasporti Bressan Offanengo.
Partecipa per la seconda volta consecutiva al campionato di Serie A2 terminando il girone B della regular season al sesto posto in classifica; nella pool salvezza giunge al primo posto, confermando la permanenza in Serie A2.

## Organigramma societario
Area direttiva
- Presidente: Cristiano Bressan
- Team Manager: Noemi Porzio

Area tecnica
- Allenatore: Giorgio Bolzoni
- Allenatore in seconda: Fabio Collina
- Scoutman: Lorenzo Poltri

## Rosa
| N° | Nome                 | Ruolo | Data di nascita   | Nazionalità sportiva |
| -- | -------------------- | ----- | ----------------- | -------------------- |
| 1  | Ulrike Bridi         | P     | 24 luglio 1998    | Italia               |
| 2  | Federica Pelloni     | L     | 26 dicembre 2002  | Italia               |
| 3  | Elisa D'Este         | C     | 25 luglio 2002    | Italia               |
| 4  | Martina Martinelli   | O     | 27 luglio 1994    | Italia               |
| 5  | Nicole Modesti       | C     | 16 marzo 2004     | Italia               |
| 7  | Giorgia Compagnin    | P     | 6 settembre 2005  | Italia               |
| 8  | Giorgia Sironi       | O     | 24 febbraio 1995  | Italia               |
| 10 | Valentina Cantaluppi | S     | 12 agosto 2004    | Italia               |
| 10 | Francesca Parise     | S     | 12 gennaio 2001   | Italia               |
| 11 | Francesca Trevisan   | S     | 22 settembre 1995 | Italia               |
| 14 | Sara Tajè            | C     | 3 dicembre 1998   | Italia               |
| 15 | Giorgia Tommasini    | L     | 10 luglio 2006    | Italia               |
| 16 | Tamara Ábila         | S     | 10 ottobre 1998   | Brasile              |
| 17 | Victoria Sassolini   | S     | 14 gennaio 2005   | Italia               |

## Mercato
| Acquisti                               | Acquisti             | Acquisti             | Acquisti   |
| R.                                     | Nome                 | da                   | Modalità   |
| -------------------------------------- | -------------------- | -------------------- | ---------- |
| S                                      | Tamara Ábila         | Osasco               | definitivo |
| P                                      | Ulrike Bridi         | Hermaea              | definitivo |
| S                                      | Valentina Cantaluppi | Alba                 | definitivo |
| P                                      | Giorgia Compagnin    | Chieri '76           | definitivo |
| C                                      | Elisa D'Este         | Marsala              | definitivo |
| C                                      | Nicole Modesti       | Club Italia          | definitivo |
| L                                      | Federica Pelloni     | Idea Sassuolo        | definitivo |
| S                                      | Victoria Sassolini   | AGIL                 | definitivo |
| O                                      | Giorgia Sironi       | Libertas Martignacco | definitivo |
| C                                      | Sara Tajè            | Hermaea              | definitivo |
| Trasferimenti nel corso della stagione |                      |                      |            |
| S                                      | Francesca Parise     | Club Cesena          | definitivo |

| Cessioni                               | Cessioni             | Cessioni            | Cessioni   |
| R.                                     | Nome                 | a                   | Modalità   |
| -------------------------------------- | -------------------- | ------------------- | ---------- |
| S                                      | Ilaria Anello        | Idea Sassuolo       | definitivo |
| C                                      | Letizia Anello       | Hermaea             | definitivo |
| S                                      | Giulia Bartesaghi    | Academy Modena      | definitivo |
| P                                      | Martina Casarotti    | Beach World Pescara | definitivo |
| C                                      | Marina Cattaneo      | New Ripalta         | definitivo |
| P                                      | Giulia Galletti      | Sant'Anna           | definitivo |
| O                                      | Virginia Marchesi    | Alsenese            | definitivo |
| C                                      | Anna Menegaldo       | Fratte              | definitivo |
| S                                      | Haylee Nelson        | Engelholms          | definitivo |
| C                                      | Alessia Pomili       | Giannino Pieralisi  | definitivo |
| L                                      | Noemi Porzio         | -                   | ritirata   |
| Trasferimenti nel corso della stagione |                      |                     |            |
| S                                      | Valentina Cantaluppi | Lecco Picco         | definitivo |
| O                                      | Giorgia Sironi       | -                   | svincolata |

## Risultati

### Serie A2

#### Girone di andata
| 1ª Giornata - 8 ottobre 2023 PalaCoim, Offanengo          | Offanengo            | 1 - 3 | Adolfo Consolini | 25-20, 18-25, 23-25, 20-25        |
| 2ª Giornata - 15 ottobre 2023 Pala CBL, Costa Volpino     | Vallecamonica Sebino | 3 - 2 | Offanengo        | 16-25, 25-21, 21-25, 25-19, 15-9  |
| 3ª Giornata - 22 ottobre 2023 PalaCoim, Offanengo         | Offanengo            | 3 - 0 | Lecco Picco      | 25-19, 26-24, 25-20               |
| 4ª Giornata - 29 ottobre 2023 PalaCoim, Offanengo         | Offanengo            | 1 - 3 | Helvia Recina    | 22-25, 25-20, 16-25, 14-25        |
| 5ª Giornata - 1º novembre 2023 Geopalace, Olbia           | Hermaea              | 3 - 1 | Offanengo        | 25-18, 25-23, 22-25, 25-14        |
| 6ª Giornata - 5 novembre 2023 PalaCoim, Offanengo         | Offanengo            | 1 - 3 | Esperia          | 25-18, 20-25, 15-25, 22-25        |
| 7ª Giornata - 12 novembre 2023 PalaFerroli, San Bonifacio | Montecchio Maggiore  | 3 - 0 | Offanengo        | 25-23, 25-19, 25-21               |
| 8ª Giornata - 19 novembre 2023 PalaManera, Mondovì        | Mondovì              | 3 - 2 | Offanengo        | 23-25, 25-22, 26-24, 23-25, 15-13 |
| 9ª Giornata - 22 novembre 2023 PalaCoim, Offanengo        | Offanengo            | 3 - 2 | Melendugno       | 22-25, 21-25, 25-14, 25-21, 15-12 |

#### Girone di ritorno
| 10ª Giornata - 26 novembre 2023 Palazzetto dello Sport, San Giovanni in Marignano | Adolfo Consolini | 3 - 0 | Offanengo            | 25-17, 25-18, 25-17               |
| 11ª Giornata - 3 dicembre 2023 PalaCoim, Offanengo                                | Offanengo        | 3 - 0 | Vallecamonica Sebino | 25-18, 25-19, 25-22               |
| 12ª Giornata - 10 dicembre 2023 PalaBione, Lecco                                  | Lecco Picco      | 1 - 3 | Offanengo            | 17-25, 25-21, 16-25, 22-25        |
| 13ª Giornata - 16 dicembre 2023 PalaFontescodella, Macerata                       | Helvia Recina    | 0 - 3 | Offanengo            | 19-25, 22-25, 24-26               |
| 14ª Giornata - 23 dicembre 2023 PalaCoim, Offanengo                               | Offanengo        | 3 - 1 | Hermaea              | 25-16, 17-25, 25-14, 25-17        |
| 15ª Giornata - 26 dicembre 2023 PalaRadi, Cremona                                 | Esperia          | 3 - 0 | Offanengo            | 25-17, 32-30, 25-20               |
| 16ª Giornata - 7 gennaio 2024 PalaCoim, Offanengo                                 | Offanengo        | 2 - 3 | Montecchio Maggiore  | 30-28, 28-30, 25-23, 22-25, 11-15 |
| 17ª Giornata - 14 gennaio 2024 PalaCoim, Offanengo                                | Offanengo        | 1 - 3 | Mondovì              | 25-21, 26-28, 16-25, 22-25        |
| 18ª Giornata - 21 gennaio 2024 Palasport Da Copertino, Lecce                      | Melendugno       | 1 - 3 | Offanengo            | 30-32, 22-25, 25-8, 23-25         |

#### Pool salvezza
| 1ª Giornata - 28 gennaio 2024 PalaCoim, Offanengo               | Offanengo           | 3 - 0 | Bologna             | 25-15, 25-19, 28-26               |
| 2ª Giornata - 4 febbraio 2024 Palazzo dello Sport, Trebaseleghe | Fratte              | 3 - 2 | Offanengo           | 17-25, 17-25, 25-22, 25-23, 15-13 |
| 3ª Giornata - 11 febbraio 2024 PalaScoppa, Soverato             | Soverato            | 0 - 3 | Offanengo           | 18-25, 22-25, 26-28               |
| 4ª Giornata - 25 febbraio 2024 PalaCoim, Offanengo              | Offanengo           | 3 - 0 | Beach World Pescara | 25-14, 25-14, 25-15               |
| 5ª Giornata - 3 marzo 2024 PalaGeorge, Montichiari              | Millenium Brescia   | 1 - 3 | Offanengo           | 30-32, 25-12, 21-25, 16-25        |
| 6ª Giornata - 9 marzo 2024 PalaMarani, Budrio                   | Bologna             | 0 - 3 | Offanengo           | 23-25, 21-25, 23-25               |
| 7ª Giornata - 17 marzo 2024 PalaCoim, Offanengo                 | Offanengo           | 3 - 0 | Fratte              | 25-22, 25-21, 25-19               |
| 8ª Giornata - 24 marzo 2024 PalaCoim, Offanengo                 | Offanengo           | 3 - 2 | Soverato            | 17-25, 25-16, 25-19, 23-25, 15-9  |
| 9ª Giornata - 30 marzo 2024 PalaRoma, Montesilvano              | Beach World Pescara | 0 - 3 | Offanengo           | 12-25, 11-25, 9-25                |
| 10ª Giornata - 7 aprile 2024 PalaCoim, Offanengo                | Offanengo           | 1 - 3 | Millenium Brescia   | 23-25, 24-26, 25-23, 15-25        |

## Statistiche

### Statistiche di squadra
| Competizione | Punti | In casa | In casa | In casa | In trasferta | In trasferta | In trasferta | Totale | Totale | Totale |
| Competizione | Punti | G       | V       | P       | G            | V            | P            | G      | V      | P      |
| ------------ | ----- | ------- | ------- | ------- | ------------ | ------------ | ------------ | ------ | ------ | ------ |
| Serie A2     | 47    | 14      | 8       | 6       | 14           | 7            | 7            | 28     | 15     | 13     |
| Totale       | -     | 14      | 8       | 6       | 14           | 7            | 7            | 28     | 15     | 13     |

G = partite giocate; V = partite vinte; P = partite perse 

### Statistiche dei giocatori
| Giocatore     | Serie A2 | Serie A2 | Serie A2 | Serie A2 | Serie A2 | Totale | Totale | Totale | Totale | Totale |
| Giocatore     | P        | PT       | AV       | MV       | BV       | P      | PT     | AV     | MV     | BV     |
| ------------- | -------- | -------- | -------- | -------- | -------- | ------ | ------ | ------ | ------ | ------ |
| T. Ábila      | 27       | 275      | 216      | 36       | 23       | 27     | 275    | 216    | 36     | 23     |
| U. Bridi      | 27       | 134      | 75       | 34       | 25       | 27     | 134    | 75     | 34     | 25     |
| V. Cantaluppi | 6        | 11       | 8        | 1        | 2        | 6      | 11     | 8      | 1      | 2      |
| G. Compagnin  | 12       | 6        | 2        | 0        | 4        | 12     | 6      | 2      | 0      | 4      |
| E. D'Este     | 23       | 79       | 44       | 24       | 11       | 23     | 79     | 44     | 24     | 11     |
| M. Martinelli | 25       | 325      | 289      | 19       | 17       | 25     | 325    | 289    | 19     | 17     |
| N. Modesti    | 28       | 157      | 99       | 31       | 27       | 28     | 157    | 99     | 31     | 27     |
| F. Parise     | 11       | 19       | 16       | 0        | 3        | 11     | 19     | 16     | 0      | 3      |
| F. Pelloni    | 28       | 0        | 0        | 0        | 0        | 28     | 0      | 0      | 0      | 0      |
| V. Sassolini  | 10       | 31       | 20       | 1        | 10       | 10     | 31     | 20     | 1      | 10     |
| G. Sironi     | 13       | 93       | 85       | 5        | 3        | 13     | 93     | 85     | 5      | 3      |
| S. Tajè       | 28       | 239      | 163      | 56       | 20       | 28     | 239    | 163    | 56     | 20     |
| G. Tommasini  | 20       | 1        | 1        | 0        | 0        | 20     | 1      | 1      | 0      | 0      |
| F. Trevisan   | 28       | 307      | 271      | 18       | 18       | 28     | 307    | 271    | 18     | 18     |

P = presenze; PT = punti totali; AV = attacchi vincenti; MV = muri vincenti; BV = battute vincenti